# Thuiszorgwinkel
Een thuiszorgwinkel is een dienstverleningsvorm waar thuiszorgproducten gehuurd, geleend of gekocht kunnen worden.
In Vlaanderen is een thuiszorgwinkel vaak aangesloten bij een mutualiteit of ziekenfonds. Personen die geen lid zijn van de corresponderende mutualiteit of ziekenfonds betalen een kleine meerprijs. In Nederland lenen thuiszorgwinkels via de Algemene Wet Bijzondere Ziektekosten (AWBZ) gratis verpleegartikelen. Tevens worden via de Wet maatschappelijke ondersteuning (Wmo) diverse gehandicapten voorzieningen gratis verstrekt. Met lidmaatschap van de thuiszorg of kruisvereniging kan vaak korting op andere artikelen gekregen worden.
Een thuiszorgwinkel biedt een indrukwekkend gamma van thuiszorgproducten aan om het leven met beperkingen wegens ziekte, ouderdomskwalen of handicaps zo eenvoudig en comfortabel mogelijk te maken. Dit kan gaan van rolstoelen, ziekenhuisbedden, enz. plus accessoires tot kleinoden zoals pleisters en dergelijke. Ook kan men er vaak terecht voor artikelen voor ouder en kind zoals weegschaal, borstkolf of draagzak.
Zowat elke Vlaamse en Nederlandse streek of regio beschikt over één of meerdere van zulke winkels die tevens over een thuisbrengdienst en/of hersteldienst beschikken. Ook hebben steeds meer thuiszorgwinkels een eigen webwinkel.
In een thuiszorgwinkel werken professionele mensen die op de hoogte zijn van de nieuwste trends inzake thuiszorg en nuttig advies kunnen geven.